# Mesochorus cracentis
Mesochorus cracentis là một loài tò vò trong họ Ichneumonidae.